# Nicolae Donici

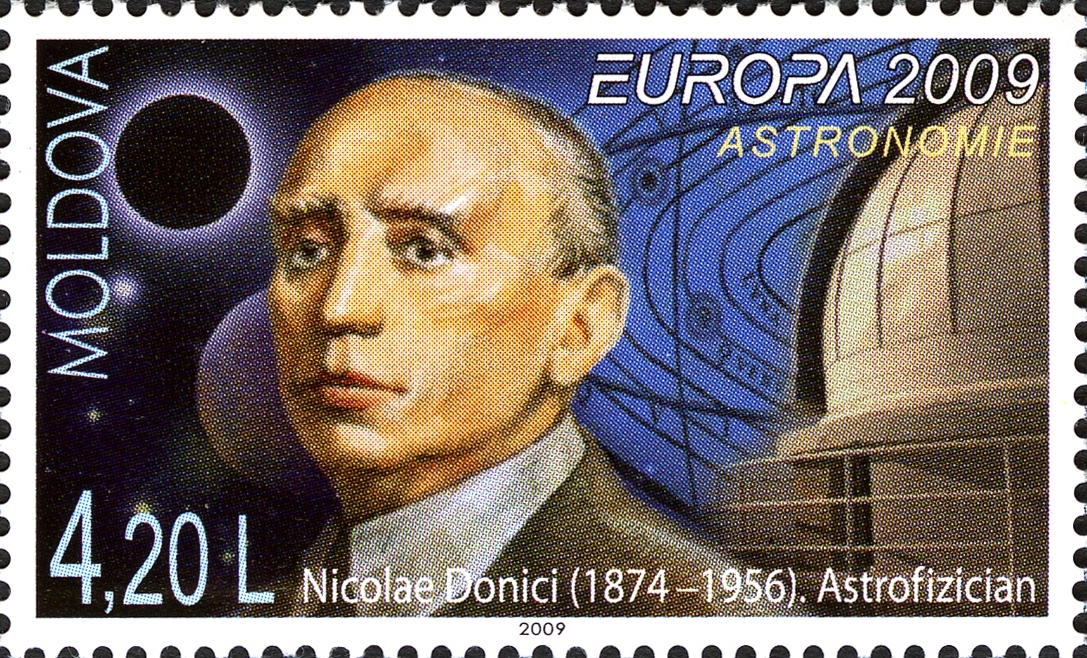
Portretul lui Nicolae Donici pe o marcă poștală din Republica Moldova (2009)

Nicolae Donici (n. 13/25 septembrie 1874, Chișinău, Imperiul Rus – d. 1960, Nisa, Franța) a fost un astronom român originar din Basarabia.

## Biografie

### Contextul familial
A fost fiul familiei nobililor Nicolae A. Donici și Limonia Macri, strănepotul fabulistului Alexandru Donici și stră-strănepotul legislatorului Andronache Donici, rudă a generalului Matei Donici și a scriitorului Leon Donici (Dobronravov) (pe linie maternă).

### Pregătire
A urmat cursurile liceului Richelieu din Odesa (promoția 1893) și ale Universității din Odesa. După absolvirea cu distincție a universității în 1897 a plecat la Sankt Petersburg unde și-a început cariera științifică sub conducerea astronomului rus acad. F.A. Bredihin, ocupându-se în mod particular de astronomie, colaborând cu cei mai importanți astronomi ruși ai timpului: F.A. Bredikhin, O.A. Baklund, A.A. Belopolskii, S.N. Kostinskii.

### Carieră
După alegerea sa unanimă în calitate de membru al Societății Astronomice din Rusia (1904), N. Donici a prezentat la ședința Societății un referat detaliat despre lucrările sale și despre activitățile de pregătire a expediției pentru observarea eclipsei totale de Soare de la 30 august 1905. Lui Donici, care era deja un specialist cu renume în domeniul cercetării Soarelui, Academia i-a încredințat conducerea expediției în Spania în anul 1900.  În perioada 1901-1916 N. Donici era șeful misiunii astronomice a Academiei de Științe din St. Petersburg.

În anul 1908 a construit un observator astronomic propriu la Dubăsarii Vechi în Basarabia, pe malul drept al Nistrului. Aici avea „o lunetă astronomică Zeiss cu o distanță focală de 10 m și o deschidere a obiectivului de 100 de mm, la care se poate atașa fie un spectrograf, fie un spectroheliograf autocolimator” (Mircea Herovanu), precum și multe alte aparate. Era al șaptelea observator din Europa cu spectroheliograf și singurul din Europa Orientală. A avut asistenți pe Leonid (Lev) Oculici (Okulitch, basarabean, pe la 1936 era directorul unui observator din Polonia), baronul  Emanuel A. von der Pahlen (1882-1952, un crater de pe lună îi poartă numele), doctor în matematică de la Gottingen  și Andrei  Baicov (1886, Rusia-1958, București) , care a fost un ofițer albgardist rus, a emigrat în anul 1918 in Basarabia la moșia lui Nicolae Donici, iar în anii interbelici a studiat la Facultatea de medicina a Universității din București. 
Între anii 1918 -1944 a locuit și lucrat la Dubăsarii Vechi și București unde împreună cu colaboratorii săi a fotografiat eclipse de soare, a făcut cercetări de spectroscopie solară, având la dispoziție unul dintre cele mai perfecte spectroheliografe din Europa Centrala. Observatorul de la Dubăsarii Vechi a avut și o secție de meteorologie, unde a lucrat asistenta lui Donici pentru meteorologie Nina Guma. Rapoartele  meteo erau furnizate Institutului central de meteorologie de la București Din 1924 conduce secțiunea „Fundației Culturale Principele Carol”.  În iunie 1936 a condus expediția română pentru studiul eclipsei totale de Soare din Turcia. Expediția a fost sponsorizată de Fundația Regală Română, iar la observarea științifică a fost folosit un telescop cu distanță focală de 10 m. Din 1944 a locuit în Franța. A lucrat la Meudon și Nisa. S-a stins din viață la Puget-Théniers, o comună situată la cca 55 km de Nisa, într-un azil de bătrâni, în anul 1960 (Magda Stavinschi, vezi monografia dedicată savantului apărută în 2015, cea mai completă din punct de vedere științific și biografic).

## Cercetările astronomice
Cercetările astronomice ale lui Nicolae Donici se referă la astronomia Soarelui, cromosferei, planetelor, luminii zodiacale. A observat 8 eclipse de Soare în diferite părți ale lumii (la 1900 și 1905 în Spania, 1901 în insula Sumatra, 1904 în Cambodgia, 1912 în Portugalia, 1914 în Rusia, 1932 în SUA și în 1936 în Turcia), 8 eclipse de Lună. A stabilit că planeta Mercur nu are atmosferă, pe baza studierii trecerii planetei peste discul Soarelui în anii 1907 și 1924, a observat și fotografiat cometa Halley în anul trecerii acesteia la periheliu (1910), a cercetat planeta Saturn, a observat și măsurat lumina zodiacală în Egipt (1908) și în Algeria (1947-1952). La 1907 o fotografiat în Egipt trecerea planetei Mercur peste discul Soarelui, ca și în 1914. În anul 1903 a efectuat observații astronomice pe muntele Mont Blanc la o altitudine de 4810 m. 
Expediția lui Nicolae Donici la Ineboli ( Turcia)  este menționată de istoricii turci ca un eveniment de importanta științifică mare nu doar pentru România, ci și pentru Turcia
A fost membru al Uniunii internaționale pentru studiul Soarelui din 1907 din partea Rusiei, al Uniunii Astronomice Internaționale (din 1922), al societăților astronomice din Rusia (până la 1917), Germania și Franța. A fost membru al comitetului astronomic român, membru de onoare („Membru Onorar”, în text) al Academiei Române din „24 maiu” 1922 până în 1948 și repus în drepturi din 1991 (post mortem) și doctor honoris causa al universității din Coimbra, Portugalia, al cărui membru era din 1912. Autor a cel puțin 77 de publicații științifice scrise aproape toate în limba franceză (multe în Bulletin astronomique. Revue générale des travaux astronomiques), dar are și puține articole în română, rusă și germană, multe publicate în Memoriile Secțiunii Științifice ale Academiei Române, în limba română sau în cea franceză.   
Conacul său din comuna Dubăsarii Vechi, (Raionul Criuleni, Republica Moldova) se mai păstrează și astăzi (într-o stare avariată), deși un monument i-a fost instalat cu ocazia aniversării de 120 de ani de la naștere.

## Alte informații
Nicolae Donici a fost unul dintre boierii basarabeni, care si- a pus moșia, dăruită de mătușa sa Elena Lysakovska in slujba științei- astronomiei. Moșia a avut circa 1800 ha, însă , după 1920, când avea loc  reforma agrară in România,și averile boierilor erau limitate conform legii la 100 ha,  i s- a cerut să prezinte dovezi, că folosește moșia in scopuri științifice. Ceea ce Donici a făcut cu sprijinul astronomilor francezi. Aceștia l-au susținut prin scrisori de dovadă către rege despre activitățile științifice de la Dubăsarii- Vechi.
In anul 1907, când s- a deplasat în Egipt în vederea studierii luminii zodiacale la Assuan, a avut și misiuni politice, din partea conducătorilor politici ai Rusiei, in particular, a kniazului Obolensky, apropiat de curtea imperială. În acei ani, imperiul otoman, concurentul principal a Rusiei în Orientul apropiat se destrama. Cum arată unii cercetători istorici americani, Donici a avut misiunea de a orienta în măsura posibilităților cercurile naționale ale Egiptului împotriva imperiului Otoman, cu scopul de a grăbi destrămarea Imperiului Otoman.

## Opera
- Rapport sur le Premier congres de l'Union astronomique tenu à Rome de 2 au 10 mai 1922, București, 1923;
- Observatoire d’Astronomie Physique, 1924;
- Sur une méthode nouvelle d’investigation des phénomènes solaires, Bulletin de la Section Scientifique de l'Academie Roumaine, 1923, VIII année, nr. 9, Bucarest (și d.rom., Chișinău, 1927);
- Al patrulea congres al Uniunii astronomice internaționale (septembrie, 1932).
- Catalogul BNRM Arhivat în 3 august 2009, la Wayback Machine. Nume persoană: donici, nicolae n.
- Observatorul de astronomie din Doboșarii-Vechi (Basarabia), Natura : Revistă științifică de popularizare, nr. 5/1928, p. 28.
- Ueber die Vergrœsserung des Radius des Erdschattens bei Mondfinsternissen (Astr. Nachr., I5I); XVIII, 46.

## Omagieri
- Asteroidul 9494 Donici îi poartă numele, la sugestia doamnei Magda Stavinschi.
- Un monument a fost plasat la conacul său de la Dubăsarii Vechi, la 120 de ani de la nașterea savantului.
- Observatorul astronomic al Universității de Stat din Moldova și o stradă din Chișinău îi poartă numele.
- În 1994 la Chișinău și în 2014 la București, cu sprijinul Academiei Române s-au organizat manifestări comemorative.